# جائزة نيوزيلندا الكبرى 2013
جائزة نيوزيلندا الكبرى 2013 هو سباق فورمولا 1 أقيم بتاريخ 10 فبراير 2013 في نيوزيلندا.